# 골웨이만

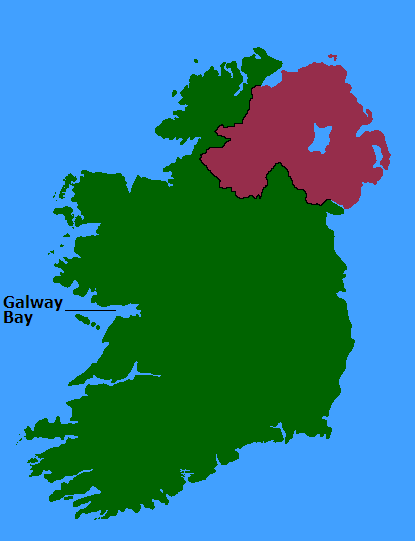
골웨이 만의 위치

골웨이 만(아일랜드어: Cuan na Gaillimhe 또는 Loch Lurgan, 영어: Galway Bay)은 아일랜드 서해안에 있는 큰 만이다. 코노트 지방 골웨이주 북쪽에 먼스터 지방의 클래어주의 버런 남쪽에 있다. 골웨이는 만 북동쪽에 있다. 만의 폭은 10에서 30km (7-20 마일), 깊이는 50km (30 마일)이다. 애런 제도가 만 입구에 존재하며, 항만에 작은 섬들이 많이 존재한다.
골웨이 만은 전통적인 항해용 범선인 골웨이 후커 (Galway Hooker)로 유명하다.

## 문학 작품에서의 골웨이 만
골웨이 만은 노래 "Fairytale of New York" 가사에 사용되고 있다.
또한 골웨이 만은 디즈니 영화 《세가지 약속》 (Darby O'Gill and the Little People)에서도 불린다.
존 레논의 노래, "The Luck Of The Irish"에도 골웨이 만이 등장한다.